# Flore Gravesteijn
Flore Gravesteijn est une joueuse néerlandaise de volley-ball née le 26 avril 1987 à Gouda. Elle mesure 1,88 m et joue au poste de réceptionneuse-attaquante. Elle totalise 19 sélections en équipe des Pays-Bas.

## Clubs
| Club               | De        | À         |
| ------------------ | --------- | --------- |
| VC Nesselande      | 2005-2006 | 2005-2006 |
| VV Ekspalvo        | 2006-2007 | 2006-2007 |
| VC Nesselande      | 2007-2008 | 2007-2008 |
| VC Weert           | 2008-2009 | 2008-2009 |
| Sliedrecht Sport   | 2009-2010 | 2009-2010 |
| VC Stuttgart       | 2010-2011 | 2011-2012 |
| VDK Gent Dames     | 2012-2013 | 2012-2013 |
| VT Aurubis Hamburg | 2013-2014 | 2013-2014 |
| Promoball Flero    | jan 2014  | mai 2014  |
| Stade Français     | 2014-2015 | 2015-2016 |
| Promoball Flero    | 2016-2017 | 2016-2017 |
| Stade Français     | 2017-2018 | 2017-2018 |
| Sliedrecht Sport   | 2018-2019 | …         |

## Palmarès
- Coupe d'Allemagne
  - Vainqueur :2011.
- Championnat de Belgique
  - Vainqueur : 2013.
- Coupe d'Italie A2
  - Finaliste : 2014.
- Championnat des Pays-Bas
  - Vainqueur : 2019.
- Coupe des Pays-Bas
  - Vainqueur : 2019.